# Saint-Céré
Saint-Céré är en kommun i departementet Lot i regionen Occitanien i södra Frankrike. Kommunen ligger i kantonen Saint-Céré som tillhör arrondissementet Figeac. År 2022 hade Saint-Céré 3 449 invånare.

## Befolkningsutveckling
Antalet invånare i kommunen Saint-Céré
| Referens: INSEE |